# Pseudochaeta siminina
Pseudochaeta siminina là một loài ruồi trong họ Tachinidae.